# CE Terrassa
CE Terrassa, pełna nazwa Club d’Escacs Terrassa – klub szachowy z Terrassy, mistrz kraju z 1985 roku.

## Historia
Klub został założony w 1933 roku. W 1954 roku zespół zdobył mistrzostwo Katalonii, później uzyskując ten tytuł jeszcze czterokrotnie (1964, 1967, 1969, 1972). W 1957 roku zespół zadebiutował w Primera División, zdobywając wówczas trzecie miejsce w lidze. W 1962 roku klub osiągnął identyczny rezultat, a w 1965 roku zdobył wicemistrzostwo, podobnie w 1969 roku. W roku 1975 szachiści klubu uzyskali trzecie miejsce w lidze, a w 1977 – drugie. W 1982 roku klub spadł z ligi. Po powrocie do Primera División klub zdobył mistrzostwo Hiszpanii w 1985 roku. W 2001 roku zespół zajął trzecie miejsce w najwyższej klasie rozgrywkowej. Rok później spadł z ligi.
W klubie grali m.in. Walter Arencibia Rodríguez, Ricardo Calvo, Roberto Cifuentes Parada, Lluís Comas Fabregó, Miguel Farré Mallofré, Wiktor Moskalenko, José Miguel Ridameya Tatche i Loek van Wely.